# Coppa del Mondo di snowboard 2013
La stagione della Coppa del Mondo di snowboard 2013 è la diciannovesima edizione della manifestazione organizzata dalla Federazione Internazionale Sci; è iniziata il 26 agosto 2012 a Cardrona in Nuova Zelanda e si è conclusa il 27 marzo 2013 a Sierra Nevada in Spagna. 
Le Coppe del Mondo di parallelo sono state vinte dall'austriaco Andreas Prommegger e dalla svizzera Patrizia Kummer, mentre le Coppe di freestyle sono state vinte dal finlandese Janne Korpi e dalla statunitense Kelly Clark. 
Sono state assegnate undici coppe di specialità, sei maschili (slalom parallelo, gigante parallelo, snowboard cross, halfpipe, big air e slopestyle) e cinque femminili (slalom parallelo, gigante parallelo, snowboard cross, halfpipe e slopestyle).

## Uomini

### Risultati
| Data             | Luogo           | Spec. | Primo                                    | Secondo                                   | Terzo                                      |
| ---------------- | --------------- | ----- | ---------------------------------------- | ----------------------------------------- | ------------------------------------------ |
| 26 agosto 2012   | Cardrona        | HP    | Ryō Aono                                 | Shuhei Sato                               | Zhang Yiwei                                |
| 27 ottobre 2012  | Londra          | BA    | annullata                                | annullata                                 | annullata                                  |
| 10 novembre 2012 | Anversa         | BA    | Seppe Smits                              | Clemens Schattschneider                   | Patrick Burgener                           |
| 17 novembre 2012 | Stoccolma       | BA    | annullata                                | annullata                                 | annullata                                  |
| 7 dicembre 2012  | Montafon        | SBX   | Omar Visintin                            | Markus Schairer                           | Nick Baumgartner                           |
| 8 dicembre 2012  | Montafon        | SBX   | Stati Uniti Hagen Kearney Nate Holland   | Italia Luca Matteotti Omar Visintin       | Austria Alessandro Hämmerle Marco Schairer |
| 14 dicembre 2012 | Telluride       | SBX   | Seth Wescott                             | Alex Pullin                               | Christopher Robanske                       |
| 15 dicembre 2012 | Telluride       | SBX   | Stati Uniti Nate Holland Seth Wescott    | Italia Emanuel Perathoner Tommaso Leoni   | Austria Hanno Douschan Michael Hämmerle    |
| 21 dicembre 2012 | Carezza al lago | PGS   | Andreas Prommegger                       | Lukas Mathies                             | Vic Wild                                   |
| 11 gennaio 2013  | Copper Mountain | SBS   | Chas Guldemond                           | Roope Tonteri                             | Peetu Piiroinen                            |
| 11 gennaio 2013  | Bad Gastein     | PSL   | Andreas Prommegger                       | Roland Fischnaller                        | Žan Košir                                  |
| 12 gennaio 2013  | Copper Mountain | HP    | Nathan Johnstone                         | Luke Mitrani                              | Louie Vito                                 |
| 12 gennaio 2013  | Bad Gastein     | PSL   | Žan Košir                                | Roland Fischnaller                        | Aaron March                                |
| 1º febbraio 2013 | Park City       | HP    | Shaun White                              | Scott Lago                                | Luke Mitrani                               |
| 2 febbraio 2013  | Blue Mountain   | SBX   | Christopher Robanske                     | Alex Pullin                               | Nick Baumgartner                           |
| 3 febbraio 2013  | Sudelfeld       | PGS   | annullata                                | annullata                                 | annullata                                  |
| 8 febbraio 2013  | Rogla           | PGS   | Roland Fischnaller                       | Žan Košir                                 | Sylvain Dufour                             |
| 8 febbraio 2013  | Kongsberg       | SBX   | annullata                                | annullata                                 | annullata                                  |
| 9 febbraio 2013  | Kongsberg       | SBX   | annullata                                | annullata                                 | annullata                                  |
| 11 febbraio 2013 | Soči            | SBS   | annullata                                | annullata                                 | annullata                                  |
| 14 febbraio 2013 | Soči            | PGS   | Andreas Prommegger                       | Ingemar Walder                            | Rok Flander                                |
| 14 febbraio 2013 | Soči            | HP    | Taku Hiraoka                             | Jurij Podladčikov                         | Scott Lago                                 |
| 15 febbraio 2013 | Soči            | PSL   | annullata                                | annullata                                 | annullata                                  |
| 17 febbraio 2013 | Soči            | SBX   | Alessandro Hämmerle                      | Alex Deibold                              | Markus Schairer                            |
| 23 febbraio 2013 | Mosca           | PSL   | Stanislav Detkov                         | Nevin Galmarini                           | Roland Fischnaller                         |
| 9 marzo 2013     | Arosa           | SBX   | Alex Pullin                              | Nate Holland                              | Lucas Eguibar                              |
| 10 marzo 2013    | Arosa           | PGS   | Rok Marguč                               | Matthew Morison                           | Anton Unterkofler                          |
| 16 marzo 2013    | Špindlerův Mlýn | SBS   | Torstein Horgmo                          | Ståle Sandbech                            | Sven Thorgren                              |
| 16 marzo 2013    | Veysonnaz       | SBX   | Mateusz Ligocki Alex Pullin              |                                           | Alessandro Hämmerle                        |
| 17 marzo 2013    | Veysonnaz       | SBX   | Canada Christopher Robanske Robert Fagan | Stati Uniti Nate Holland Nick Baumgartner | Stati Uniti Jonathan Cheever Seth Wescott  |
| 17 marzo 2013    | La Molina       | PGS   | Andreas Prommegger                       | Siegfried Grabner                         | Philipp Schoch                             |
| 20 marzo 2013    | Sierra Nevada   | PGS   | annullata                                | annullata                                 | annullata                                  |
| 21 marzo 2013    | Sierra Nevada   | SBX   | Pierre Vaultier                          | Markus Schairer                           | Omar Visintin                              |
| 26 marzo 2013    | Sierra Nevada   | SBS   | Yūki Kadono                              | Maxence Parrot                            | Billy Morgan                               |
| 27 marzo 2013    | Sierra Nevada   | HP    | Janne Korpi                              | Ayumu Nedefuji                            | Shuhei Sato                                |

Legenda: 

PGS = Slalom gigante parallelo 

PSL = Slalom parallelo 

SBX = Snowboard cross 

SBS = Slopestyle 

HP = Halfpipe 

BA = Big air

### Classifiche

#### Generale parallelo
| Pos. | Atleta             | Nazione  | Punti |
| ---- | ------------------ | -------- | ----- |
| 1    | Andreas Prommegger | Austria  | 4660  |
| 2    | Roland Fischnaller | Italia   | 3990  |
| 3    | Žan Košir          | Slovenia | 3410  |
| 4    | Ingemar Walder     | Austria  | 2440  |
| 5    | Nevin Galmarini    | Svizzera | 2330  |
| 6    | Rok Marguč         | Slovenia | 2260  |
| 7    | Lukas Mathies      | Austria  | 2210  |
| 8    | Aaron March        | Italia   | 2160  |
| 9    | Vic Wild           | Russia   | 2110  |
| 10   | Sylvain Dufour     | Francia  | 2080  |

#### Generale freestyle
| Pos. | Atleta           | Nazione     | Punti |
| ---- | ---------------- | ----------- | ----- |
| 1    | Janne Korpi      | Finlandia   | 2360  |
| 2    | Scott Lago       | Stati Uniti | 1960  |
| 3    | Zhang Yiwei      | Cina        | 1900  |
| 4    | Shuhei Sato      | Giappone    | 1620  |
| 5    | Maxence Parrot   | Canada      | 1600  |
| 6    | Roope Tonteri    | Finlandia   | 1562  |
| 7    | Luke Mitrani     | Stati Uniti | 1500  |
| 8    | Seppe Smits      | Belgio      | 1500  |
| 9    | Nathan Johnstone | Australia   | 1480  |
| 10   | Billy Morgan     | Regno Unito | 1432  |

#### Slalom parallelo
| Pos. | Atleta             | Nazione  | Punti   |
| ---- | ------------------ | -------- | ------- |
| 1    | Roland Fischnaller | Italia   | 2200,00 |
| 2    | Žan Košir          | Slovenia | 1617,30 |
| 3    | Aaron March        | Italia   | 1500,00 |
| 4    | Andreas Prommegger | Austria  | 1400,00 |
| 5    | Stanislav Detkov   | Russia   | 1230,00 |

#### Gigante parallelo
| Pos. | Atleta             | Nazione  | Punti |
| ---- | ------------------ | -------- | ----- |
| 1    | Andreas Prommegger | Austria  | 3660  |
| 2    | Roland Fischnaller | Italia   | 2280  |
| 3    | Rok Marguč         | Slovenia | 2100  |
| 4    | Ingemar Walder     | Austria  | 2030  |
| 5    | Žan Košir          | Slovenia | 1810  |

#### Snowboard cross
| Pos. | Atleta              | Nazione     | Punti |
| ---- | ------------------- | ----------- | ----- |
| 1    | Alex Pullin         | Australia   | 4550  |
| 2    | Markus Schairer     | Austria     | 3500  |
| 3    | Omar Visintin       | Italia      | 2880  |
| 4    | Alessandro Hämmerle | Austria     | 2692  |
| 5    | Nick Baumgartner    | Stati Uniti | 2360  |

#### Halfpipe
| Pos. | Atleta           | Nazione     | Punti |
| ---- | ---------------- | ----------- | ----- |
| 1    | Scott Lago       | Stati Uniti | 1960  |
| 2    | Zhang Yiwei      | Cina        | 1900  |
| 3    | Shuhei Sato      | Giappone    | 1620  |
| 4    | Luke Mitrani     | Stati Uniti | 1500  |
| 5    | Nathan Johnstone | Australia   | 1480  |

#### Big air
| Pos. | Atleta                  | Nazione   | Punti |
| ---- | ----------------------- | --------- | ----- |
| 1    | Seppe Smits             | Belgio    | 1000  |
| 2    | Clemens Schattschneider | Austria   | 800   |
| 3    | Patrick Burgener        | Svizzera  | 600   |
| 4    | Roope Tonteri           | Finlandia | 500   |
| 5    | Janne Korpi             | Finlandia | 450   |

#### Slopestyle
| Pos. | Atleta          | Nazione  | Punti |
| ---- | --------------- | -------- | ----- |
| 1    | Yūki Kadono     | Giappone | 1400  |
| 2    | Sven Thorgren   | Svezia   | 1250  |
| 3    | Torstein Horgmo | Norvegia | 1220  |
| 4    | Maxence Parrot  | Canada   | 1200  |
| 5    | Ståle Sandbech  | Norvegia | 1120  |

## Donne

### Risultati
| Data              | Luogo           | Spec. | Primo                                  | Secondo                                 | Terzo                                           |
| ----------------- | --------------- | ----- | -------------------------------------- | --------------------------------------- | ----------------------------------------------- |
| 26 agosto 2012    | Cardrona        | HP    | Kelly Clark                            | Sophie Rodriguez                        | Queralt Castellet                               |
| 7 dicembre 2012   | Montafon        | SBX   | Dominique Maltais                      | Raffaella Brutto                        | Belle Brockhoff                                 |
| 8 dicembre 2012   | Montafon        | SBX   | Austria Maria Ramberger Susanne Moll   | Francia Claire Chapotot Lorelei Schmitt | Francia Nelly Moenne-Loccoz Chloé Trespeuch     |
| 14 dicembre 2012] | Telluride       | SBX   | Dominique Maltais                      | Maëlle Ricker                           | Aleksandra Žekova                               |
| 15 dicembre 2012  | Telluride       | SBX   | Canada Dominique Maltais Maëlle Ricker | Svizzera Simona Meiler Emilie Aubry     | Italia Raffaella Brutto Michela Moioli          |
| 21 dicembre 2012  | Carezza al lago | PGS   | Tomoka Takeuchi                        | Caroline Calvé                          | Anke Karstens                                   |
| 11 gennaio 2013   | Copper Mountain | SBS   | Jamie Anderson                         | Kjersti Buaas                           | Isabel Derungs                                  |
| 11 gennaio 2013   | Bad Gastein     | PSL   | Amelie Kober                           | Marion Kreiner                          | Claudia Riegler                                 |
| 12 gennaio 2013   | Copper Mountain | HP    | Torah Bright                           | Kelly Clark                             | Queralt Castellet                               |
| 12 gennaio 2013   | Bad Gastein     | PSL   | Patrizia Kummer                        | Julia Dujmovits                         | Svetlana Bol'dykova                             |
| 1º febbraio 2013  | Park City       | HP    | Liu Jiayu                              | Arielle Gold                            | Kaitlyn Farrington                              |
| 2 febbraio 2013   | Blue Mountain   | SBX   | Eva Samková                            | Dominique Maltais                       | Nelly Moenne-Loccoz                             |
| 2 febbraio 2013   | Sudelfeld       | PGS   | annullata                              | annullata                               | annullata                                       |
| 8 febbraio 2013   | Rogla           | PGS   | Ekaterina Tudegeševa                   | Nicolien Sauerbreij                     | Claudia Riegler                                 |
| 8 febbraio 2013   | Kongsberg       | SBX   | annullata                              | annullata                               | annullata                                       |
| 9 febbraio 2013   | Kongsberg       | SBX   | annullata                              | annullata                               | annullata                                       |
| 11 febbraio 2013  | Soči            | SBS   | annullata                              | annullata                               | annullata                                       |
| 14 febbraio 2013  | Soči            | PGS   | Marion Kreiner                         | Amelie Kober                            | Ariane Lavigne                                  |
| 14 febbraio 2013  | Soči            | HP    | Kelly Clark                            | Holly Crawford                          | Sophie Rodriguez                                |
| 15 febbraio 2013  | Soči            | PSL   | annullata                              | annullata                               | annullata                                       |
| 17 febbraio 2013  | Soči            | SBX   | Michela Moioli                         | Nelly Moenne-Loccoz                     | Helene Olafsen                                  |
| 23 febbraio 2013  | Mosca           | PSL   | Caroline Calvé                         | Aleksandra Król                         | Ekaterina Tudegeševa                            |
| 9 marzo 2013      | Arosa           | SBX   | Dominique Maltais                      | Michela Moioli                          | Maëlle Ricker                                   |
| 10 marzo 2013     | Arosa           | PGS   | Hilde-Katrine Engeli                   | Patrizia Kummer                         | Caroline Calvé                                  |
| 16 marzo 2013     | Špindlerův Mlýn | SBS   | Enni Rukajärvi                         | Sina Candrian                           | Kjersti Buaas                                   |
| 16 marzo 2013     | Veysonnaz       | SBX   | Nelly Moenne-Loccoz                    | Dominique Maltais                       | Eva Samková                                     |
| 17 marzo 2013     | Veysonnaz       | SBX   | Canada Dominique Maltais Maëlle Ricker | Italia Raffaella Brutto Michela Moioli  | Stati Uniti Callan Chythlook-Sifsof Faye Gulini |
| 16 marzo 2013     | La Molina       | PGS   | Anke Karstens                          | Marion Kreiner                          | Patrizia Kummer                                 |
| 20 marzo 2013     | < Sierra Nevada | PGS   | annullata                              | annullata                               | annullata                                       |
| 21 marzo 2013     | Sierra Nevada   | SBX   | Dominique Maltais                      | Nelly Moenne-Loccoz                     | Maëlle Ricker                                   |
| 26 marzo 2013     | Sierra Nevada   | SBS   | annullata                              | annullata                               | annullata                                       |
| 27 marzo 2013     | Sierra Nevada   | HP    | Sophie Rodriguez                       | Liu Jiayu                               | Ursina Haller                                   |

Legenda: 

PGS = Slalom gigante parallelo 

PSL = Slalom parallelo 

SBX = Snowboard cross 

SBS = Slopestyle 

HP = Halfpipe 

BA = Big air

### Classifiche

#### Generale parallelo
| Pos. | Atleta               | Nazione  | Punti |
| ---- | -------------------- | -------- | ----- |
| 1    | Patrizia Kummer      | Svizzera | 3750  |
| 2    | Marion Kreiner       | Austria  | 3580  |
| 3    | Caroline Calvé       | Canada   | 3370  |
| 4    | Ekaterina Tudegeševa | Russia   | 3000  |
| 5    | Amelie Kober         | Germania | 2720  |
| 6    | Anke Karstens        | Germania | 2535  |
| 7    | Tomoka Takeuchi      | Giappone | 2420  |
| 8    | Claudia Riegler      | Austria  | 2390  |
| 9    | Hilde-Katrine Engeli | Norvegia | 2380  |
| 10   | Julia Dujmovits      | Austria  | 2270  |

#### Generale freestyle
| Pos. | Atleta               | Nazione     | Punti |
| ---- | -------------------- | ----------- | ----- |
| 1    | Kelly Clark          | Stati Uniti | 3200  |
| 2    | Liu Jiayu            | Cina        | 2660  |
| 3    | Sophie Rodriguez     | Francia     | 2600  |
| 4    | Kaitlyn Farrington   | Stati Uniti | 1820  |
| 5    | Queralt Castellet    | Spagna      | 1780  |
| 6    | Arielle Gold         | Stati Uniti | 1720  |
| 7    | Torah Bright         | Australia   | 1650  |
| 8    | Kjersti Buaas        | Norvegia    | 1400  |
| 9    | Ellery Hollingsworth | Stati Uniti | 1350  |
| 10   | Holly Crawford       | Australia   | 1270  |

#### Slalom parallelo
| Pos. | Atleta               | Nazione  | Punti   |
| ---- | -------------------- | -------- | ------- |
| 1    | Patrizia Kummer      | Svizzera | 1690,00 |
| 2    | Amelie Kober         | Germania | 1600,00 |
| 3    | Caroline Calvé       | Canada   | 1390,00 |
| 4    | Marion Kreiner       | Austria  | 1350,00 |
| 5    | Ekaterina Tudegeševa | Russia   | 1290,00 |

#### Gigante parallelo
| Pos. | Atleta               | Nazione  | Punti |
| ---- | -------------------- | -------- | ----- |
| 1    | Marion Kreiner       | Austria  | 2512  |
| 2    | Patrizia Kummer      | Svizzera | 2480  |
| 3    | Tomoka Takeuchi      | Giappone | 2310  |
| 4    | Ekaterina Tudegeševa | Russia   | 2210  |
| 5    | Caroline Calvé       | Canada   | 2125  |

#### Snowboard cross
| Pos. | Atleta              | Nazione   | Punti |
| ---- | ------------------- | --------- | ----- |
| 1    | Dominique Maltais   | Canada    | 5600  |
| 2    | Nelly Moenne-Loccoz | Francia   | 4150  |
| 3    | Michela Moioli      | Italia    | 3170  |
| 4    | Maëlle Ricker       | Canada    | 2960  |
| 4    | Eva Samková         | Rep. Ceca | 2960  |

#### Halfpipe
| Pos. | Atleta             | Nazione     | Punti |
| ---- | ------------------ | ----------- | ----- |
| 1    | Kelly Clark        | Stati Uniti | 3200  |
| 2    | Liu Jiayu          | Cina        | 2660  |
| 3    | Sophie Rodriguez   | Francia     | 2600  |
| 4    | Kaitlyn Farrington | Stati Uniti | 1820  |
| 5    | Queralt Castellet  | Spagna      | 1780  |

#### Slopestyle
| Pos. | Atleta           | Nazione     | Punti |
| ---- | ---------------- | ----------- | ----- |
| 1    | Kjersti Buaas    | Norvegia    | 1400  |
| 2    | Enni Rukajärvi   | Finlandia   | 1000  |
| 2    | Jamie Anderson   | Stati Uniti | 1000  |
| 4    | Sina Candrian    | Svizzera    | 815   |
| 5    | Šárka Pančochová | Slovenia    | 720   |
| 5    | Silje Norendal   | Norvegia    | 720   |